# Defending Australia in the Asia Pacific Century: Force 2030
Defending Australia in the Asia Pacific Century: Force 2030 (englisch ungefähr: „Die Verteidigung Australiens im pazifisch-asiatischen Jahrhundert: Streitmacht 2030“) ist der Titel eines verteidigungspolitischen Weißbuchs, das den australischen Streitkräften eine strategische Neuausrichtung verleihen sollte. Nachdem Verteidigungsminister Joel Fitzgibbon die Ausarbeitung des Weißbuchs am 22. Februar 2008 angekündigt hatte, veröffentlichte die australische Regierung das Dokument am 2. Mai 2009. Premierminister Kevin Rudd hielt dazu eine Rede auf einer Fregatte im Hafen von Sydney. Es ist das erste Verteidigungsweißbuch seit 2000 und vereint die Strategie einer „Festung Australien“ mit der Sorge um die Entwicklung der Volksrepublik China.
Anlass zur Ausarbeitung des Defence White Paper gaben der Regierung unter anderem das seit 2000 veränderte strategische Umfeld Australiens, zu denen das Dokument vorrangig eine Vielzahl an Terroranschlägen, die Entsendung australischer Truppen in den Nahen Osten und den Machtzuwachs Chinas zählt. Darüber hinaus zeigt es ein von den vorherigen Punkten unabhängiges Engagement des Premierministers Kevin Rudd für die Streitkräfte. Bereits als Spitzenkandidat der Labour-Partei hatte er mehrfach eine Erhöhung des Verteidigungsbudgets angekündigt.

## Inhalte
Kernforderung des Papiers ist ein jährlicher Realanstieg des Verteidigungsbudgets um drei Prozent bis zum Haushaltsjahr 2017–18, danach um 2,2 Prozent bis zum Haushaltsjahr 2030. Diese neuen Ressourcen sollen vor allem der Marine zukommen, die dadurch in der Lage sein soll, weiter als bisher in nördlicher Richtung zu operieren. Die Marine soll ihre vorhandenen sechs U-Boote ersetzen und sechs weitere erhalten. Die sich aktuell im Einsatz befindende ANZAC-Klasse soll durch acht neue Fregatten ersetzt werden, die besonders für die U-Jagd ausgelegt werden.
Auch das Verhältnis zu den Vereinigten Staaten gewichtet das White Paper neu. Während die USA weiterhin als wichtiger Verbündeter betrachtet werden, betont es, dass Australien zu einer eigenständigen Verteidigung in der Lage sein muss. Des Weiteren bezieht es gegen das Raketenabwehrprogramm der USA Stellung.

## Reaktionen und Nachwirkungen
International wie national erwiesen sich die Reaktionen als gemischt. Während die Volksrepublik China die neue Verteidigungspolitik Rudds als unvereinbar mit seiner bisherigen, wesentlich stärker pro-chinesisch ausgerichteten Außen- und Sicherheitspolitik betrachtete, begrüßte die indonesische Regierung den neuen Kurs. General Slamet Heriyanto zufolge, einem Sprecher des Verteidigungsministeriums, spiegele die Strategie den wirtschaftlichen Erfolg Australiens wider und werde daher nicht als Provokation verstanden. Über das Weißbuch waren neben den beiden Ländern darüber hinaus Japan und die Vereinigten Staaten vom stellvertretenden Verteidigungsminister Mike Pezzullo in Kenntnis gesetzt worden. In Australien selbst kritisierte Oppositionsführer Malcolm Turnbull, dass die Regierung Rudd nicht in der Lage sei, ihr Vorhaben zu finanzieren, und dass eine Steigerung der Verteidigungsausgaben dem gegenwärtigen wirtschaftlichen Abschwung entgegenstehe.
Der Verfasser des Defence White Paper 2000 widersprach der Auffassung Chinas als Bedrohung, sprach sich aber für die Anpassung Australiens an neue Gegebenheiten aus.
Die Medical Association for the Prevention of War, eine in Australien bedeutende Friedensorganisation, bezeichnete das Dokument als „militärischen Sieg“. Sie kritisierte, dass die australische Bundesregierung bereit sei, die Finanzierung des Militärs aufzustocken, während sie gleichzeitig am diplomatischen Dienst des Landes Einsparungen vornehme. Darüber hinaus befand die Organisation das kürzlich erfolgte Bekenntnis zu Abrüstungsbemühungen und der Nichtverbreitung von Massenvernichtungswaffen für nicht hinreichend.
Rudds Regierung selbst setzte das Weißbuch unverzüglich um und stockte eine Woche später den Verteidigungshaushalt auf. Insgesamt hat sie etwa 72 Milliarden Australische Dollar (etwa 40 Milliarden €) an zusätzlichen Verteidigungsausgaben für 20 Jahre veranschlagt.